# Rynek (Krzczonów)
Rynek – część wsi Krzczonów w Polsce,  położona województwie lubelskim, w powiecie lubelskim, w gminie Krzczonów.
W latach 1975–1998 Rynek administracyjnie należał do ówczesnego województwa lubelskiego.